# Copa del Rey de baloncesto
El Campeonato de España–Copa de Su Majestad el Rey de Baloncesto, conocido simplemente como Copa del Rey o La Copa, es una competición nacional de baloncesto, organizada anualmente por la Asociación de Clubes de Baloncesto (ACB) y que disputan los ocho mejores clubes de España.
En sus inicios era organizada por la Federación Española de Baloncesto (FEB) y el equipo ganador lograba el derecho a participar en la siguiente edición de la Recopa de Europa. Actualmente, el torneo copero no clasifica para competición europea alguna.
El torneo comenzó a disputarse con el nombre de Campeonato de España, disputándose su primera edición en Madrid en el año 1933, convirtiéndose en la primera competición baloncestística que enfrentaba a clubes a nivel nacional en el país, puesto que la Liga Nacional no fue creada hasta la temporada 1956-1957, 24 años después.
Actualmente se disputa a través de eliminatorias a partido único entre los ocho equipos clasificados (denominada como final a ocho), siendo estos los siete mejores equipos de la Liga ACB al término de la primera vuelta junto con el mejor conjunto de la ciudad anfitriona. Si la localidad designada a tal efecto no tuviera representante en la máxima división de la liga nacional entonces su lugar lo ocuparía el octavo mejor clasificado.
Las ediciones de 1989 y 1993 se celebraron en formato multisede, auspiciadas por la Junta de Galicia. Los cuartos de final en 1989 se celebraron en Santiago de Compostela, Orense y Vigo (dos partidos); las semifinales en Lugo y Ferrol y la final en La Coruña. En 1993 los cuartos en Orense, Vigo, Lugo y Ferrol y las semifinales y final en La Coruña. Además, en 1994, la fase final de la Copa del Rey también se disputó en varias sedes: se celebraron dos eliminatorias de cuartos de final en Córdoba, una en Málaga y una en Sevilla. Las semifinales y final se disputaron el 5 y 6 de marzo en Sevilla.
El primer vencedor de la competición fue el actualmente extinto Rayo Club de Madrid. El equipo más laureado, con 29 títulos, es el Real Madrid y el actual campeón es el Unicaja Málaga.

## Historia
La denominación histórica y genérica de la competición es «Campeonato de España», y por eso el equipo vencedor se considera como el campeón de España; no obstante, el nombre oficial de la competición se ha modificado a lo largo de los años en función del jefe de Estado español, que es quien otorga el trofeo desde la primera edición. Así pues, ha contado con las siguientes denominaciones:
- Campeonato de España de Copa (1933-1936).
- Campeonato de España–Copa de Su Excelencia el Generalísimo (1940-1976).
- Campeonato de España–Copa de Su Majestad el Rey (1976-1983).
- Copa de Su Majestad el Rey–ACB (1983 en adelante).

### Primeras ediciones (1933-36)
La primera edición de la Copa del Rey —otrora Copa de España o Campeonato de España de baloncesto— echó a andar el 15 de octubre de 1933 bajo la organización conjunta de la Federación Española de Baloncesto (FEB) y la Confederación Española de Basket-ball (CEB).
En un principio, su primera edición estaba abierta a todos los campeones regionales pero por diversos motivos económicos y profesionales ya que aún no había llegado el profesionalismo a este deporte en el país, la competición quedó circunscrita a los campeones y subcampeones de Cataluña y Castilla —bajo su denominación de región del Centro—. Así las cosas, los cuatro equipos contendientes fueron el Juventus A. C. de Sabadell, Iluro Bastek-Ball Club de Mataró, Madrid Basket-Ball y Rayo Club de Madrid.
Tras la disputa de las semifinales, los dos equipos de Madrid disputaron la primera final del 29 de octubre al remontar los resultados adversos de la ida. La nula normativa sobre el tipo de pavimento reglamentario y un cuestionable arbitraje hizo que las escuadras catalanas se viesen desbordadas cayendo eliminadas. El partido, jugado en los Jardines del Cine Goya el 29 de octubre de 1933 se saldó con victoria para el Rayo Club tras imponerse por 21-11.
La segunda edición debió disputarse en 1934, pero no se llevó a cabo hasta 1935, ya que los equipos catalanes la boicotearon por los acontecimientos ocurridos la temporada anterior. Este campeonato fue organizado en exclusiva por la FEB y S.S. Patrie se impuso por 23-19 al Rayo Club en el Parque Municipal de Montjuïc de Barcelona.
Como el resto de competencias deportivas a nivel nacional en España, la competición se suspendió en 1936 debido a la Guerra Civil, para reanudarse nuevamente bajo una nueva denominación al final de la misma. Por la misma circunstancia tampoco se disputó en 1934. El nombre por el que se la conoció hasta 1976 fue el de Copa del Generalísimo, para pasar al de Copa del Rey o Copa de Su Majestad el Rey a partir de 1977 tras la restauración monárquica y continuar ya ininterrumpidamente hasta la actualidad.
Para la segunda edición disputada en 1935 en Barcelona se añadieron a la competición dos clubes de la región de Levante finalizando como penúltimo y último clasificados.

### Crecimiento tras la Guerra Civil
No fue hasta su reanudación tras la Guerra Civil y con el cambio de denominación cuando adquirió un carácter más nacional al aumentarse el número de equipos participantes a ocho tras la incorporación de la región de Aragón, pasando a ser disputada desde la eliminatoria de cuartos de final, siendo el formato habitual hasta 1942 —fecha del primer gran crecimiento—. Este constó de un aumento a dieciséis participantes incorporándose clubes de Murcia, Extremadura, Galicia, Asturias, País Vasco e Islas Baleares; llegando a un tope máximo de veinticuatro participantes en la siguiente edición.
En estos primeros años del torneo bajo el gobierno franquista arrasaron los clubs catalanes, ya que ganaron las primeras 11 ediciones de la Copa del Generalísimo de forma consecutiva, con dominio principal de la sección de baloncesto del Club de Fútbol Barcelona, que obtuvo 6 títulos en este período, seguido por el Club Deportivo Layetano, con 2, y Club Baloncesto Hospitalet, sección de baloncesto del Real Club Deportivo Español y Juventud de Badalona, con un título cada uno. De entre ellos, fue el equipo de C. B. Hospitalet el que consiguió el primer campeonato (temporada 1939-1940).
La sección de baloncesto del Real Madrid tuvo que esperar a 1951 para estrenarse en el palmarés de la competición, comenzando desde entonces su dominio, habiendo disputado 48 finales hasta 2019 y ganado 27 de ellas.

### Competición más antigua
Desde hace medio siglo, la Liga ha sido y es la máxima competición que vertebra el baloncesto de élite. Sin embargo, es la actual Copa del Rey la competición más antigua, con más largo recorrido y la primera que proclamó al mejor equipo español.
Esta competición nació bajo la denominación de Campeonato de España y su primera edición se celebró en Madrid el año 1933. Desde aquel primer envite baloncestista se han disputado 69 hasta el año 2005 y solamente dejó de jugarse durante los tres años que duró la Guerra Civil, convirtiéndose en un claro nexo entre los primeros pioneros y la actualidad.
Los avatares políticos han dejado su huella en la denominación de la competición. Mantuvo su nombre inicial hasta el año 1936, pero la quinta edición disputada en 1940 pasaría a denominarse Copa del Generalísimo, que mantendría hasta 1976. Con el advenimiento de la Monarquía la competición decana del baloncesto español se convirtió en la Copa del Rey.
Desde 1933 a 1956, la Copa fue el principal exponente del progreso del baloncesto español. La lenta expansión geográfica del deporte de la canasta marcó la incorporación de nuevas provincias a los dos polos clásicos de conocimiento baloncestista como eran Barcelona y Madrid.
Con el inicio de la década de los cuarenta se marcó una tendencia en el sentido de que los equipos pioneros (Laietà, Patrie, Rayo, etc.) fueron dejando lugar a las escuadras clásicas que acabarían formando el núcleo de equipos que disputaron las primeras Ligas bajo el formato de todos contra todos que conocemos ahora.
Este reemplazo de pioneros por clásicos fue provocado por un incipiente y encubierto profesionalismo, una palabra que ahora evoca contratos millonarios pero que, por ejemplo, en 1941 tenía otro significado. El Español, vencedor de la Copa del Generalísimo aquel año, vio sancionados a sus jugadores con cuatro partidos de suspensión para la siguiente edición por haber recibido una gabardina de premio cada uno de ellos. Esta sanción hace sonreír bajo el actual modo de ver las cosas pero desató una gran polémica en su momento y fue incluso muy criticada porque marcaba una tendencia que no se abandonaría: la retribución por jugar. No todos los equipos pudieron afrontar este cambio de mentalidad pero algunos de los más competitivos entrarían en esta vía para crecer y ganar potencial.

### Los clásicos entran en escena
Durante la década de los cuarenta entrarían en liza equipos clásicos que han llegado a la actualidad como Barcelona, Real Madrid, Joventut, Estudiantes y Español. Ciudades como Valencia, Zaragoza, Huesca, Gijón o La Laguna empezaron a dejarse notar en la Copa pero a lo largo de estos diez años el dominio del baloncesto catalán fue absoluto. De 1940 a 1951 los títulos de Campeón de Copa se repartieron del siguiente modo: Hospitalet (1) otro para el Español (1), uno para el Joventut, dos para el Laietà y cinco para el Barcelona.
Durante la temporada 1945-46 la Copa tuvo un formato que buscaba convertirla en liga. Esta edición fue un éxito total de público y en la siguiente edición se dio el paso adelante, avanzando hasta la liga pero la idea no fue operativa y se volvió al antiguo formato eliminatorio. Todavía faltaban diez años para que la liga, tal y como la conocemos ahora, echara a andar.

### Cambio de tendencia
En 1948 el Joventut de Badalona logró su primer título pero en la escena competitiva española entró el primer jugador extranjero que empezó a dejar huella. Fue el filipino Kaimo, un atleta con una portentosa técnica individual y que anticipó el actual baloncesto de dribling y cambio de ritmo para desbordar al rival, dejando obsoleto el juego de pases. La siguiente aportación foránea llegaría de Puerto Rico con Fredy Borrás, introductor del tiro en suspensión, y Galíndez. Con ellos ganaría el Real Madrid su primer título nacional en la final disputada en San Sebastián, contra el F. C. Barcelona, el año 1951.
En 1949, se introdujo un formato de liguilla para decidir el título que se acabaría llevando el F. C. Barcelona. Sin embargo, este sistema de competición no convenció por lo que se regresaría al antiguo formato de eliminatorias. Desde 1951 hasta el inicio de la primera Liga nacional, Real Madrid y Joventut se repartieron los títulos de Campeón de España (tres para el Madrid, dos para la Penya) pero el Madrid estaba empezando también a poner los cimientos de su aplastante dominio gracias a su acertada política de fichajes, siendo el más destacado el de Joaquín Hernández, quizás el mejor jugador español de la época. Al finalizar la temporada 1955-56 Raimundo Saporta presentaba el proyecto liguero, que se pondría en marcha la temporada 1956-57. La Liga pasaba a designar al mejor equipo pero esto es otra historia.

### La era blanca
El advenimiento de la nueva competición liguera marco el inicio de una era de aplastante dominio de un Real Madrid intratable en las competiciones domésticas y que empezaba a labrar una brillante trayectoria en Europa. El equipo blanco dominó con 15 títulos entre los años 1956 y 1977 y pobló de nombres legendarios la historia de nuestro baloncesto. El momento más dulce llegó para el Real Madrid bajo la tutela de Pedro Ferrándiz quien a lo largo de 16 temporadas dominaría a placer Liga y Copa, además de conseguir reinar también en Europa.
Antes de llegar a la época ACB el F. C. Barcelona irrumpió también con fuerza logrando seis títulos consecutivos antes de que la temporada 1983-84 se implantara un nuevo sistema de competición que concentraba a los equipos en una única sede.

### La Copa en la etapa ACB
La Copa distinguió al mejor equipo español de la temporada pero con la creación de la Liga nacional fue esta última competición la que tomó el mayor protagonismo, quedando la Copa relegada a ser un trofeo disputado al final de la temporada. No es que perdiera interés pero su protagonismo era claramente menor.
Al pasar a estar bajo la tutela de la ACB la organización de la máxima categoría baloncestística, la Copa fue también objeto de una remodelación que la ha llevado a ser una competición de referencia en todo el mundo. La primera edición disputada en Zaragoza la temporada 1983-84 marcó el inicio de esta tendencia, que podemos resumir en una resonancia mediática sin precedentes y la apertura del abanico de posibilidades de victoria a muchos equipos. El novedoso formato de concentración con una final a cuatro a mitad de temporada fue la seña de identidad de esta Copa revitalizada. El triunfo del CAI Zaragoza abrió realmente una nueva era y en tres temporadas se pasó al formato actual con la concentración de ocho equipos, un sistema de competición que sumará esta temporada en Vitoria 22 ediciones.
Si en anteriores épocas hay que hablar del dominio ejercido por Real Madrid y Barcelona, salpicado por las incursiones de Joventut y Estudiantes, la Copa a partir de la organización de la ACB se ha convertido en un trofeo muy caro y preciado de conseguir. No ha estado abierta solamente a los equipos de mayor potencial como Real Madrid y Barcelona sino que ha sido una competición donde la sorpresa ha sido ingrediente habitual. Los títulos de Copa también han servido para marcar la franca emergencia de nuevos equipos dominadores como Tau Cerámica, Unicaja y Pamesa Valencia, clásicos como el DKV Joventut o MMT Estudiantes y recompensar el buen hacer de modestos como el Ricoh Manresa.
Paralelamente al éxito deportivo el impacto mediático de la Copa no ha dejado de crecer temporada tras temporada. Existe un pleno consenso acerca de la excelencia en la organización que alcanzan las sedes en cada edición y el modelo de competición se ha exportado a otros países y deportes. La Copa del Rey señala uno de los puntos álgidos de la temporada y concentra en un largo fin de semana un interés que alcanza nivel mundial.

## Historial
Para un mejor detalle de cada edición véase Historial de la Copa del Rey de baloncesto
| Ed.                                        | Temporada      | Campeón                  | Res.           | Subcampeón                     | Lugar                  | Nota(s)                                                                         |
| Copa de España                             | Copa de España | Copa de España           | Copa de España | Copa de España                 | Copa de España         | Copa de España                                                                  |
| ------------------------------------------ | -------------- | ------------------------ | -------------- | ------------------------------ | ---------------------- | ------------------------------------------------------------------------------- |
| 1.ª                                        | 1933–34        | Rayo Club                | 21–11          | Madrid Basket-Ball             | Madrid                 | Primer campeonato oficial                                                       |
| 2.ª                                        | 1934–35        | S. S. Patrie (1.º)       | 23–19          | Rayo Club (1.º)                | Barcelona              | Torneo ampliado a 6 equipos                                                     |
| 3.ª                                        | 1935–36        | Rayo Club (2.º)          | 23–20          | S. S. Patrie                   | Madrid                 |                                                                                 |
| Campeonato de España-Copa del Generalísimo |                |                          |                |                                |                        |                                                                                 |
| 4.ª                                        | 1939–40        | C. B. L'Hospitalet (1.º) | 20–17          | B. C. Athletic de Gràcia (2.º) | Barcelona              | Torneo ampliado a 8 equipos                                                     |
| 5.ª                                        | 1940–41        | R. C. D. Español (1.º)   | 35–20          | C. B. L'Hospitalet (1.º)       | Madrid                 |                                                                                 |
| 6.ª                                        | 1941–42        | C. D. Layetano           | 30–28          | C. F. Barcelona                | Zaragoza               | Torneo reducido a 4 equipos                                                     |
| 7.ª                                        | 1942–43        | C. F. Barcelona          | 27–25          | C. D. Layetano                 | Palma de Mallorca      |                                                                                 |
| 8.ª                                        | 1943–44        | C. D. Layetano (2.º)     | 32–18          | Real Madrid                    | Vigo                   |                                                                                 |
| 9.ª                                        | 1944–45        | C. F. Barcelona          | 37–34          | C. D. Layetano (2.º)           | Barcelona              |                                                                                 |
| 10.ª                                       | 1945–46        | C. F. Barcelona          | 44–35          | U. D. Montgat (1.º)            | Barcelona              |                                                                                 |
| 11.ª                                       | 1946–47        | C. F. Barcelona          | 39–25          | C. B. Canarias de Madrid (1.º) | Zaragoza               | Primer trofeo en propiedad otorgado                                             |
| 12.ª                                       | 1947–48        | Juventud de Badalona     | 41–32          | Real Madrid                    | Burgos                 |                                                                                 |
| 13.ª                                       | 1948–49        | C. F. Barcelona          | Liguilla       | Real Madrid                    | Madrid                 | Torneo jugado en formato de liga                                                |
| 14.ª                                       | 1949–50        | C. F. Barcelona          | 46–39          | Juventud de Badalona           | Barcelona              |                                                                                 |
| 15.ª                                       | 1950–51        | Real Madrid              | 47–36          | C. F. Barcelona                | San Sebastián          |                                                                                 |
| 16.ª                                       | 1951–52        | Real Madrid              | 43–41          | Juventud de Badalona           | Alicante               |                                                                                 |
| 17.ª                                       | 1952–53        | Juventud de Badalona     | 41–39          | Real Madrid                    | Valladolid             |                                                                                 |
| 18.ª                                       | 1953–54        | Real Madrid              | 56–41          | Juventud de Badalona           | Madrid                 |                                                                                 |
| 19.ª                                       | 1954–55        | Juventud de Badalona     | 59–44          | Real Madrid                    | Barcelona              |                                                                                 |
| 20.ª                                       | 1955–56        | Real Madrid              | 59–55          | C. B. Montcada                 | Madrid                 |                                                                                 |
| 21.ª                                       | 1958–57        | Real Madrid              | 54–50          | C. B. Montcada                 | Vigo                   | Segundo trofeo en propiedad otorgado                                            |
| 22.ª                                       | 1957–58        | Juventud de Badalona     | 74–69          | Real Madrid                    | Zaragoza               | Torneo ampliado a 8 equipos                                                     |
| 23.ª                                       | 1958–59        | C. F. Barcelona          | 50–36          | C. B. Montcada                 | Barcelona              |                                                                                 |
| 24.ª                                       | 1959–60        | Real Madrid              | 76–64          | Hesperia de Madrid (1.º)       | Madrid                 | Final entre equipos del mismo club                                              |
| 25.ª                                       | 1960–61        | Real Madrid              | 76–51          | C. F. Barcelona                | Bilbao                 | Torneo ampliado a 6 equipos                                                     |
| 26.ª                                       | 1961–62        | Real Madrid              | 80–66          | C. B. Estudiantes              | Barcelona              | Tercer trofeo en propiedad otorgado. Torneo ampliado a 8 equipos                |
| 27.ª                                       | 1962–63        | C. B. Estudiantes        | 94–90          | Real Madrid                    | San Sebastián          |                                                                                 |
| 28.ª                                       | 1963–64        | Picadero J. C.           | 63–51          | C. B. Montcada (4.º)           | Lugo                   | Torneo reducido a 7 equipos                                                     |
| 29.ª                                       | 1964–65        | Real Madrid              | 102–82         | R. C. N. Tenerife (1.º)        | Salamanca              | Torneo ampliado a 8 equipos                                                     |
| 30.ª                                       | 1965–66        | Real Madrid              | 62–61          | Juventud de Badalona           | Tarrasa                | Torneo reducido a 4 equipos                                                     |
| 31.ª                                       | 1966–67        | Real Madrid              | 85–80          | S. D. Kas Vitoria (1.º)        | Vitoria                | Cuarto trofeo en propiedad otorgado                                             |
| 32.ª                                       | 1967–68        | Picadero J. C. (2.º)     | 58–55          | Juventud de Badalona           | Gijón                  |                                                                                 |
| 33.ª                                       | 1968–69        | Juventud de Badalona     | 82–81          | Real Madrid                    | Orense                 |                                                                                 |
| 34.ª                                       | 1969–70        | Real Madrid              | 102–90         | Juventud de Badalona           | León                   |                                                                                 |
| 35.ª                                       | 1970–71        | Real Madrid              | 72–63          | Juventud de Badalona           | Pamplona               |                                                                                 |
| 36.ª                                       | 1971–72        | Real Madrid              | 92–77          | Juventud de Badalona           | La Coruña              | Quinto trofeo en propiedad otorgado                                             |
| 37.ª                                       | 1972–73        | Real Madrid              | 126–87         | C. B. Estudiantes              | Valencia               | Mayor ventaja en una final                                                      |
| 38.ª                                       | 1973–74        | Real Madrid              | 87–85          | Juventud Badalona              | Alicante               |                                                                                 |
| 39.ª                                       | 1974–75        | Real Madrid              | 114–85         | C. B. Estudiantes              | Jaén                   | Sexto y último trofeo en propiedad otorgado. Récord de campeonatos consecutivos |
| 40.ª                                       | 1975–76        | Juventud Badalona        | 99–88          | Real Madrid                    | Cartagena              |                                                                                 |
| Campeonato de España-Copa del Rey          |                |                          |                |                                |                        |                                                                                 |
| 41.ª                                       | 1976–77        | Real Madrid              | 97–71          | F. C. Barcelona                | Palma de Mallorca      |                                                                                 |
| 42.ª                                       | 1977–78        | F. C. Barcelona          | 103–96         | Real Madrid                    | Zaragoza               | Récord de finales consecutivas                                                  |
| 43.ª                                       | 1978–79        | F. C. Barcelona          | 130–113        | C. B. Tempus                   | Pamplona               | Mayor anotación en una final                                                    |
| 44.ª                                       | 1979–80        | F. C. Barcelona          | 92–83          | Bàsquet Manresa (1.º)          | Ferrol                 |                                                                                 |
| 45.ª                                       | 1980–81        | F. C. Barcelona          | 106–90         | Real Madrid                    | Almería                |                                                                                 |
| 46.ª                                       | 1981–82        | F. C. Barcelona          | 110–108        | Real Madrid                    | Badajoz                |                                                                                 |
| 47.ª                                       | 1982–83        | F. C. Barcelona          | 125–93         | C. B. Inmobanco (2.º)          | Palencia               | Récord de campeonatos consecutivos igualado                                     |
| Copa del Rey ACB                           |                |                          |                |                                |                        |                                                                                 |
| 48.ª                                       | 1983–84        | C. B. Zaragoza           | 81–78          | F. C. Barcelona                | Zaragoza               | La ACB releva a la FEB como organizadora                                        |
| 49.ª                                       | 1984–85        | Real Madrid              | 90–76          | Joventut Badalona              | Badalona               |                                                                                 |
| 50.ª                                       | 1985–86        | Real Madrid              | 87–79          | Joventut Badalona              | Barcelona              |                                                                                 |
| 51.ª                                       | 1986–87        | F. C. Barcelona          | 110–102        | Joventut Badalona              | Santa Cruz de Tenerife | Torneo ampliado a 8 equipos                                                     |
| 52.ª                                       | 1987–88        | F. C. Barcelona          | 84–83          | Real Madrid                    | Valladolid             |                                                                                 |
| 53.ª                                       | 1988–89        | Real Madrid              | 85–81          | F. C. Barcelona                | La Coruña              |                                                                                 |
| 54.ª                                       | 1989–90        | C. B. Zaragoza (2.º)     | 76–69          | Joventut Badalona              | Las Palmas             | Se instaura el MVP                                                              |
| 55.ª                                       | 1990–91        | F. C. Barcelona          | 67–65          | C. B. Estudiantes (4.º)        | Zaragoza               |                                                                                 |
| 56.ª                                       | 1991–92        | C. B. Estudiantes        | 61–56          | C. B. Zaragoza                 | Granada                |                                                                                 |
| 57.ª                                       | 1992–93        | Real Madrid              | 74–71          | Joventut Badalona              | La Coruña              |                                                                                 |
| 58.ª                                       | 1993–94        | F. C. Barcelona          | 86–75          | Saski Baskonia                 | Sevilla                |                                                                                 |
| 59.ª                                       | 1994–95        | Saski Baskonia           | 88–80          | C. B. Zaragoza (2.º)           | Granada                |                                                                                 |
| 60.ª                                       | 1995–96        | Bàsquet Manresa (1.º)    | 94–92          | F. C. Barcelona                | Murcia                 |                                                                                 |
| 61.ª                                       | 1996–97        | Joventut Badalona        | 79–71          | Cáceres C. B. (1.º)            | León                   |                                                                                 |
| 62.ª                                       | 1997–98        | Valencia B. C. (1.º)     | 89–75          | Joventut Badalona              | Valladolid             |                                                                                 |
| 63.ª                                       | 1998–99        | Saski Baskonia           | 70–61          | C. B. Sevilla (1.º)            | Valencia               |                                                                                 |
| 64.ª                                       | 1999–00        | C. B. Estudiantes (3.º)  | 73–63          | Valencia B. C.                 | Vitoria                |                                                                                 |
| 65.ª                                       | 2000–01        | F. C. Barcelona          | 80–77          | Real Madrid                    | Málaga                 |                                                                                 |
| 66.ª                                       | 2001–02        | Saski Baskonia           | 85–83          | F. C. Barcelona                | Vitoria                |                                                                                 |
| 67.ª                                       | 2002–03        | F. C. Barcelona          | 84–78          | Saski Baskonia                 | Valencia               |                                                                                 |
| 68.ª                                       | 2003–04        | Saski Baskonia           | 81–77          | Joventut Badalona (16.º)       | Sevilla                |                                                                                 |
| 69.ª                                       | 2004–05        | C. B. Málaga             | 80–76          | Real Madrid                    | Zaragoza               |                                                                                 |
| 70.ª                                       | 2005–06        | Saski Baskonia           | 85–80          | Valencia B. C.                 | Madrid                 |                                                                                 |
| 71.ª                                       | 2006–07        | F. C. Barcelona          | 69–53          | Real Madrid                    | Málaga                 |                                                                                 |
| 72.ª                                       | 2007–08        | Joventut Badalona (8.º)  | 82–80          | Saski Baskonia (3.º)           | Vitoria                |                                                                                 |
| 73.ª                                       | 2008–09        | Saski Baskonia (6.º)     | 100–98         | C. B. Málaga                   | Madrid                 |                                                                                 |
| 74.ª                                       | 2009–10        | F. C. Barcelona          | 80–61          | Real Madrid                    | Bilbao                 |                                                                                 |
| 75.ª                                       | 2010–11        | F. C. Barcelona          | 68–60          | Real Madrid                    | Madrid                 |                                                                                 |
| 76.ª                                       | 2011–12        | Real Madrid              | 91–74          | F. C. Barcelona                | Barcelona              |                                                                                 |
| 77.ª                                       | 2012–13        | F. C. Barcelona          | 85–69          | Valencia B. C.                 | Vitoria                |                                                                                 |
| 78.ª                                       | 2013–14        | Real Madrid              | 77–76          | F. C. Barcelona                | Málaga                 |                                                                                 |
| 79.ª                                       | 2014–15        | Real Madrid              | 77–71          | F. C. Barcelona                | Las Palmas             |                                                                                 |
| 80.ª                                       | 2015–16        | Real Madrid              | 85–81          | C. B. Gran Canaria (1.º)       | La Coruña              |                                                                                 |
| 81.ª                                       | 2016–17        | Real Madrid              | 97–95          | Valencia B. C. (4.º)           | Vitoria                |                                                                                 |
| 82.ª                                       | 2017–18        | F. C. Barcelona          | 92–90          | Real Madrid                    | Las Palmas             |                                                                                 |
| 83.ª                                       | 2018–19        | F. C. Barcelona          | 94–93          | Real Madrid                    | Madrid                 |                                                                                 |
| 84.ª                                       | 2019–20        | Real Madrid              | 95–68          | C. B. Málaga (2.º)             | Málaga                 | Mayor ventaja en una final ACB                                                  |
| 85.ª                                       | 2020–21        | F. C. Barcelona          | 88–73          | Real Madrid                    | Madrid                 |                                                                                 |
| 86.ª                                       | 2021–22        | F. C. Barcelona (27.º)   | 64–59          | Real Madrid                    | Granada                |                                                                                 |
| 87.ª                                       | 2022–23        | C. B. Málaga             | 83-80          | C. B. Canarias (1.º)           | Badalona               |                                                                                 |
| 88.ª                                       | 2023–24        | Real Madrid (29.º)       | 96-85          | F. C. Barcelona (12.º)         | Málaga                 |                                                                                 |
| 89.ª                                       | 2024–25        | C. B. Málaga (3.º)       | 93-79          | Real Madrid (24.º)             | Las Palmas             |                                                                                 |
| 90.ª                                       | 2025–26        |                          |                |                                | Valencia               |                                                                                 |
| 91.ª                                       | 2026–27        |                          |                |                                | Valencia               |                                                                                 |

### Palmarés
| Equipo                             | Finales | Títulos | Último campeonato | Subcampeonatos | Último subcampeonato |
| ---------------------------------- | ------- | ------- | ----------------- | -------------- | -------------------- |
| Real Madrid                        | 53      | 29      | 2023–24           | 24             | 2024–25              |
| Fútbol Club Barcelona              | 39      | 27      | 2021–22           | 12             | 2023–24              |
| Club Joventut de Badalona          | 24      | 8       | 2007–08           | 16             | 2003–04              |
| Saski Baskonia                     | 9       | 6       | 2008–09           | 3              | 2007–08              |
| Club Baloncesto Estudiantes        | 7       | 3       | 1999–00           | 4              | 1990–91              |
| Club Baloncesto Málaga             | 5       | 3       | 2024-25           | 2              | 2019–20              |
| Laietà Basket Club                 | 4       | 2       | 1943–44           | 2              | 1944-45              |
| Club Baloncesto Zaragoza           | 4       | 2       | 1989–90           | 2              | 1994–95              |
| Rayo Club                          | 3       | 2       | 1935–36           | 1              | 1934–35              |
| Picadero Jockey Club               | 2       | 2       | 1967–68           | –              |                      |
| Valencia Basket Club               | 5       | 1       | 1997–98           | 4              | 2016–17              |
| Société Sportive Patrie            | 3       | 1       | 1934–35           | 2              | 1939–40              |
| Club Bàsquet L'Hospitalet          | 2       | 1       | 1939–40           | 1              | 1940–41              |
| Bàsquet Manresa                    | 2       | 1       | 1995–96           | 1              | 1979–80              |
| Real Club Deportivo Español        | 1       | 1       | 1940–41           | –              |                      |
| Club Baloncesto Aismalíbar         | 4       | –       |                   | 4              | 1963–64              |
| Club Baloncesto Inmobanco          | 2       | –       |                   | 2              | 1982–83              |
| Unió Esportiva Montgat             | 1       | –       |                   | 1              | 1945–46              |
| Club Baloncesto Canarias de Madrid | 1       | –       |                   | 1              | 1946–47              |
| Club Deportivo Hesperia            | 1       | –       |                   | 1              | 1959–60              |
| Real Club Náutico de Tenerife      | 1       | –       |                   | 1              | 1964–65              |
| Sociedad Deportiva Kas             | 1       | –       |                   | 1              | 1966–67              |
| Cáceres Club Baloncesto            | 1       | –       |                   | 1              | 1996–97              |
| Club Baloncesto Sevilla            | 1       | –       |                   | 1              | 1998–99              |
| Club Baloncesto Gran Canaria       | 1       | –       |                   | 1              | 2015-16              |
| Club Baloncesto Canarias           | 1       | –       |                   | 1              | 2022-23              |

1. ↑  Tras la Guerra Civil la Société Sportive Patrie adoptó la denominación de Club Baloncesto Atlético de Gracia.
2. ↑  El Club Baloncesto Tempus cambió su denominación a Club Baloncesto Inmobanco.
3. ↑  El Club Baloncesto Canarias de Madrid fue un club completamente independiente del Club Baloncesto Canarias.
4. ↑  El Club Deportivo Hesperia es el actual Real Madrid de Baloncesto "B".

### Ciudades sedes desde 1987 Final a Ocho
| N.° | Ciudad                     | Ediciones                     |
| --- | -------------------------- | ----------------------------- |
| 5   | Madrid                     | 2006, 2009, 2011, 2019 y 2021 |
| 5   | Vitoria                    | 2000, 2002, 2008, 2013 y 2017 |
| 5   | Málaga                     | 2001, 2007, 2014, 2020 y 2024 |
| 4   | Las Palmas de Gran Canaria | 1990, 2015, 2018 y 2025       |
| 4   | Valencia                   | 1999, 2003, 2026 y 2027       |
| 3   | La Coruña                  | 1989, 1993 y 2016             |
| 3   | Granada                    | 1992, 1995 y 2022             |
| 2   | Sevilla                    | 1994 y 2004                   |
| 2   | Valladolid                 | 1988 y 1998                   |
| 2   | Zaragoza                   | 1991 y 2005                   |
| 1   | Badalona                   | 2023                          |
| 1   | Bilbao                     | 2010                          |
| 1   | Barcelona                  | 2012                          |
| 1   | León                       | 1997                          |
| 1   | Murcia                     | 1996                          |
| 1   | Santa Cruz de Tenerife     | 1987                          |

## Estadísticas
Para un completo detalle véase Estadísticas de la Copa del Rey.

### MVP
El jugador que más galardones de jugador más valioso (MVP) del torneo posee —distinción que no existía hasta 1990— es el español Rudy Fernández, quien logró ser el mejor defendiendo las camisetas del Club Joventut de Badalona y el Real Madrid Baloncesto en las ediciones de 2004, 2008 y 2015.

### Tabla histórica de anotadores
Para un completo detalle véase Máximos anotadores de la Copa del Rey.
El máximo anotador del torneo es el tarraconense Jordi Villacampa con 491 puntos en 26 partidos, seguido del barcelonés Juan Carlos Navarro con 466 y del zaragozano Juan Antonio San Epifanio con 454. Tras ellos se sitúa el cordobés Felipe Reyes con 440 puntos y el menorquín Sergio Llull con 422 puntos, siendo los citados cinco, los únicos jugadores en sobrepasar la barrera de los 400 puntos en la historia de la competición.
Además cabe destacar entre los máximos anotadores al hispano-estadounidense Wayne Brabender por ser el jugador con mayor anotación en las finales de la competición con 262 puntos, por delante de su compatriota Clifford Luyk y el hispano-dominicano Chicho Sibilio con 252 y 240 respectivamente.
La siguiente tabla refleja los registros de los que se tienen constancia ya que hasta la temporada 1983-84 no comenzaron a contabilizarse los datos, fecha en la que la Asociación de Clubs de Baloncesto (ACB) tomó la organización del torneo en detrimento de la Federación Española de Baloncesto (FEB).
Nota: indicados en negrita jugadores activos además de su actual equipo. Registros anteriores a la temporada 1983-84 desconocidos.
| \| Pos. \| Jugador \| Pts. \| Part. \| Prom. \| Temp. \| Club * \| \| ---------------------------------------------------------------------------------- \| ------------------- \| ---- \| ----- \| ----- \| ----------------- \| ------------------------- \| \| 1 \| Jordi Villacampa ** \| 491 \| 26 \| 18.88 \| 1980-97[15][19] \| Club Joventut de Badalona \| \| 2 \| Juan Carlos Navarro \| 466 \| 44 \| 10.59 \| 1997-18[20][21] \| Fútbol Club Barcelona \| \| 3 \| Juan Antonio Epi ** \| 454 \| 25 \| 18.16 \| 1978-95[22][23] \| Fútbol Club Barcelona \| \| 4 \| Felipe Reyes \| 440 \| 51 \| 8.63 \| 1998-21[24][25] \| Real Madrid Baloncesto \| \| 5 \| Sergio Llull \| 422 \| 40 \| 10.55 \| 2008-Act.[26][27] \| Real Madrid Baloncesto \| \| 6 \| Joe Arlauckas \| 398 \| 16 \| 24.88 \| 1988-98[28][29] \| Real Madrid Baloncesto \| \| 7 \| Alberto Herreros \| 375 \| 27 \| 13.89 \| 1990-05[30][31] \| Real Madrid Baloncesto \| \| 8 \| Rudy Fernández \| 368 \| 36 \| 10.22 \| 2004-24[32][33] \| Real Madrid Baloncesto \| \| 9 \| Ante Tomić \| 332 \| 30 \| 11.07 \| 2010-Act. \| Fútbol Club Barcelona \| \| 10 \| Jaycee Carroll \| 309 \| 29 \| 10.66 \| 2004-21 \| Real Madrid Baloncesto \| \| Estadísticas actualizadas hasta el último partido jugado el 18 de febrero de 2024. \| \| \| \| \| \| \| Nota *: Club actual. En otros casos se refiere al club en el que sumó más presencias. Nota ** : Es posible que los registros indicados, y alguno más no señalado, pudieran sumar más puntos ya que los datos no empezaron a contabilizarse hasta la temporada 1983-84 bajo organización ACB. |                     |      |       |       |           |                           |
| Pos. | Jugador             | Pts. | Part. | Prom. | Temp.     | Club *                    |
| 1 | Jordi Villacampa ** | 491  | 26    | 18.88 | 1980-97   | Club Joventut de Badalona |
| 2 | Juan Carlos Navarro | 466  | 44    | 10.59 | 1997-18   | Fútbol Club Barcelona     |
| 3 | Juan Antonio Epi ** | 454  | 25    | 18.16 | 1978-95   | Fútbol Club Barcelona     |
| 4 | Felipe Reyes        | 440  | 51    | 8.63  | 1998-21   | Real Madrid Baloncesto    |
| 5 | Sergio Llull        | 422  | 40    | 10.55 | 2008-Act. | Real Madrid Baloncesto    |
| 6 | Joe Arlauckas       | 398  | 16    | 24.88 | 1988-98   | Real Madrid Baloncesto    |
| 7 | Alberto Herreros    | 375  | 27    | 13.89 | 1990-05   | Real Madrid Baloncesto    |
| 8 | Rudy Fernández      | 368  | 36    | 10.22 | 2004-24   | Real Madrid Baloncesto    |
| 9 | Ante Tomić          | 332  | 30    | 11.07 | 2010-Act. | Fútbol Club Barcelona     |
| 10 | Jaycee Carroll      | 309  | 29    | 10.66 | 2004-21   | Real Madrid Baloncesto    |
| Estadísticas actualizadas hasta el último partido jugado el 18 de febrero de 2024. |                     |      |       |       |           |                           |

### Jugadores con mayor cantidad de encuentros disputados
Para un completo detalle véase Jugadores con más presencias en la Copa del Rey
El jugador con más partidos disputados es el cordobés Felipe Reyes con 51.
La siguiente tabla refleja los registros de los que se tienen constancia ya que hasta la temporada 1983-84 no comenzaron a contabilizarse los datos, fecha en la que la Asociación de Clubs de Baloncesto (ACB) tomó la organización del torneo en detrimento de la Federación Española de Baloncesto (FEB).
Nota: indicados en negrita jugadores en activo en la categoría durante la edición 2024 además de su actual equipo. Registros anteriores a la temporada 1983-84 desconocidos.
| \| Pos. \| Jugador \| Part. \| Final \| Temp. \| Club * \| \| ---------------------------------------------------------------------------------- \| ------------------- \| ----- \| ----- \| ----------------- \| ---------------------- \| \| 1 \| Felipe Reyes \| 51 \| 12 \| 1999-21[24][25] \| Real Madrid Baloncesto \| \| 2 \| Juan Carlos Navarro \| 44 \| 10 \| 1997-18[20][21] \| Fútbol Club Barcelona \| \| 3 \| Sergio Llull \| 43 \| 13 \| 2008-Act.[26][27] \| Real Madrid Baloncesto \| \| 4 \| Rudy Fernández \| 36 \| 9 \| 2004-24[32][33] \| Real Madrid Baloncesto \| \| 5 \| Marcelinho Huertas \| 33 \| 5 \| 2004-Act. \| CB Canarias \| \| 6 \| Ante Tomić \| 30 \| 7 \| 2010-Act. \| Joventut Badalona \| \| 7 \| Rafa Jofresa \| 29 \| 5 \| 1983-04[36][37] \| Joventut Badalona \| \| = \| Sergi Vidal \| 29 \| 6 \| 2000-19[38][39] \| Joventut Badalona \| \| = \| Jaycee Carroll \| 29 \| 9 \| 2009-21 \| Real Madrid Baloncesto \| \| 10 \| Andrés Jiménez ** \| 28 \| 7 \| 1979-98[40][41] \| Fútbol Club Barcelona \| \| Estadísticas actualizadas hasta el último partido jugado el 18 de febrero de 2024. \| \| \| \| \| \| Nota *: Club actual. En otros casos se refiere al club en el que sumó más presencias. Nota ** : Es posible que los registros indicados, y alguno más no señalado, pudieran sumar más partidos ya que éstos no empezaron a contabilizarse hasta la temporada 1983-84 bajo la organización de la ACB. |                     |       |       |           |                        |
| Pos. | Jugador             | Part. | Final | Temp.     | Club *                 |
| 1 | Felipe Reyes        | 51    | 12    | 1999-21   | Real Madrid Baloncesto |
| 2 | Juan Carlos Navarro | 44    | 10    | 1997-18   | Fútbol Club Barcelona  |
| 3 | Sergio Llull        | 43    | 13    | 2008-Act. | Real Madrid Baloncesto |
| 4 | Rudy Fernández      | 36    | 9     | 2004-24   | Real Madrid Baloncesto |
| 5 | Marcelinho Huertas  | 33    | 5     | 2004-Act. | CB Canarias            |
| 6 | Ante Tomić          | 30    | 7     | 2010-Act. | Joventut Badalona      |
| 7 | Rafa Jofresa        | 29    | 5     | 1983-04   | Joventut Badalona      |
| = | Sergi Vidal         | 29    | 6     | 2000-19   | Joventut Badalona      |
| = | Jaycee Carroll      | 29    | 9     | 2009-21   | Real Madrid Baloncesto |
| 10 | Andrés Jiménez **   | 28    | 7     | 1979-98   | Fútbol Club Barcelona  |
| Estadísticas actualizadas hasta el último partido jugado el 18 de febrero de 2024. |                     |       |       |           |                        |

### Récords acumulados de jugadores
A continuación se detallan los récords absolutos logrados en la competición:

### Récords individuales
A continuación se detallan los topes individuales logrados en un partido en la competición.

#### Récords de anotaciones en la final
La anotación conjunta récord en una final es de 243 puntos y fue alcanzada en la disputada en 1979 entre el Barcelona (ganador más encestador, con 130 puntos) y el C.B. Tempus (perdedor más encestador, que hizo 113 puntos).
La mayor contribución de un jugador a la puntuación global del equipo campeón la obtuvo el CAI Zaragoza en la final de 1990. En aquel partido Mark Davis consiguió 44 puntos sobre un total de 76 puntos de su club, lo que le valió a Davis para igualar el tope anotador individual del período ACB.
Precisamente 44 puntos es la diferencia más amplia en una final; en 1973, el Real Madrid C. F. venció al Estudiantes Monteverde por 123 a 79. Desde 1984 la diferencia no ha pasado de 19, lo que ocurrió en la edición de Bilbao de 2010.
La anotación conjunta más baja en una final de la etapa ACB (117 puntos) corresponde al Estudiantes-CAI de la edición de Granada de 1992. Considerando toda la historia del torneo, el récord absoluto de baja puntuación lo tiene la primera final, la de 1933, en la que el Rayo Club de Madrid ganó al Real Madrid C. F. (perdedor menos encestador) por 21 a 11. El campeón menos encestador de la historia de la competición fue el C.B. Hospitalet, que hizo 20 puntos en su victoria en la primera edición bajo la denominación de Copa del Generalísimo (1939-1940) en que derrotó al barcelonés C.B. Atlético de Gracia con un resultado de 20 a 17. En los primeros años las anotaciones eran sumamente escasas en términos comparativos con el baloncesto actual; de hecho, hasta 1954 ningún equipo consiguió superar los 50 puntos en una final copera. El primero que lo hizo fue el Real Madrid, que anotó 56 puntos ante el Juventud de Badalona en el mencionado año. El primero en superar la cifra de 100 puntos en una final fue también el Real Madrid (102-82 en la final disputada en Salamanca en 1964 contra el R.C. Náutico de Tenerife). Por último, el primero en superar la cifra de 125 puntos en una final fue el C.F. Barcelona. Esto sucedió en la citada en párrafos anteriores de 1979 en el Pabellón Anaitasuna de Pamplona contra el Tempus.
El equipo que más puntuación global ha obtenido en las finales de la competición es el Real Madrid, con un total de 3212 puntos, repartidos en 687 como campeón y 704 como subcampeón de la etapa disputada bajo la denominación "Copa del Rey", más 1330 y 500 como campeón y subcampeón respectivamente de la etapa anterior. En estos resultados, que incluyen hasta la temporada 2015, no se contabiliza la final de 1948-49 ya que fue disputada como liguilla.

#### Entrenadores más laureados
El entrenador que más títulos de Copa ha conquistado es el alicantino Pedro Ferrándiz con once, seis de ellos consecutivos y marca récord del certamen. Entre 1960 y 1975, dirigió al Real Madrid durante trece temporadas y siempre disputó la final de la entonces denominada Copa del Generalísimo. En el partido decisivo sólo fue derrotado en dos ocasiones con un balance de éxito en finales de 11/13, únicamente superado en el baloncesto español por su mismo 12/13 en el campeonato de Liga. Además, Ferrándiz conquistó cuatro Copas de Europa y llegó a ser seleccionador nacional. Por trayectoria, palmarés y forma de ser se le conoce bajo el sobrenombre de «el Mito».
Desde que la Asociación de Clubes de Baloncesto (ACB) se hizo cargo de la organización del torneo en 1984, el vitoriano Pablo Laso es el técnico más laureado con seis títulos, todas con el Real Madrid, superando la anterior marca de Aíto García Reneses. Asimismo, Chus Mateo ha logrado el título seis veces: en 2024 como entrenador principal del Real Madrid; en 2005 como entrenador ayudante de Sergio Scariolo en Unicaja Málaga; y en 2020, 2017, 2016 y 2015 como entrenador asistente de Pablo Laso en el Real Madrid.
En cuanto a entrenadores con más participaciones y partidos dirigidos, Aíto García Reneses con 22 ediciones y 51 encuentros es el que tiene el récord.

#### Jugadores más laureados
Dos jugadores comparten el honor de ser quienes más Copas del Rey han ganado; Clifford Luyk, del Real Madrid C. F., y Juan Antonio San Epifanio, Epi, del F. C. Barcelona. Ambos conquistaron el título en 10 ocasiones, seis de ellas consecutivas.
De los 10 triunfos de Luyk, conseguidos entre 1965 y 1977, nueve de ellos corresponden a la etapa en la que el torneo se llamaba Copa del Generalísimo. Las 10 Copas de Epi, fueron logradas entre 1978 y 1994.
La Asociación de Clubes de Baloncesto (ACB) asumió la organización de la Copa del Rey en 1984. Desde entonces, quienes más veces han ganado la Copa son Juan Carlos Navarro, Felipe Reyes, Sergio Llull y Rudy Fernández en siete ocasiones cada uno.
En cuanto al MVP, el jugador más laureado es Rudy Fernández con 3 galardones (2004, 2008 y 2015). En 2004 fue nombrado mejor jugador sin formar parte del equipo campeón.

#### Récords de edad
En etapa ACB el jugador más joven en disputar un partido  es Luka Dončić que además ganó con el Real Madrid en la edición de 2016 con 16 años y 11 meses. 
A pesar de no disputar ningún minuto de juego, Mario Saint-Supery es el campeón más joven de todos los tiempos cuando ganó el título en 2023 con el Unicaja Málaga con 16 años y 10 meses, superando a Luka Dončić (Real Madrid).
Por otra parte, Felipe Reyes, es el jugador más veterano en ganar el título, con 39 años y 11 meses. El jugador más veterano en disputar un partido es Darryl Middleton al hacerlo con 41 años y 6 meses.
En el periodo ACB, el entrenador campeón más joven es Jesús María Chuchi Carrera, que lo logró en 1990, con 24 años y 11 meses, y después de haber relevado al destituido Moncho Monsalve al frente del CAI Zaragoza. El entrenador campeón más veterano es Svetislav Pešić al proclamarse campeón con el F. C. Barcelona en 2019 con 69 años y 5 meses.

#### Otros récords
Alfonso Martínez es el jugador que ganó la Copa con más equipos diferentes al hacerlo con cuatro: en 1957 con el Real Madrid, en 1959 con el F. C. Barcelona, en 1964 con el Picadero y en 1969 con el Joventut de Badalona.
Entre los que han sido campeones de Copa como jugador y como entrenador se encuentran Clifford Luyk, Lolo Sáinz, Eduardo Kucharski, Fernando Font, Freddy Borrás, Ignacio Pinedo, Velimir Perasović, Pablo Laso y Šarūnas Jasikevičius.

#### Récord de asistencia
La final de la Copa 2012 disputada en el Palau Sant Jordi de Barcelona por el FC Barcelona Regal y el Real Madrid, es el partido de la historia de la Copa del Rey con mayor asistencia de público bajo techo, congregando a 15.128 espectadores.
La anterior marca se remonta a 2010, cuando 14.814 espectadores se reunieron en el Bizkaia Arena de Baracaldo para presenciar en directo la final que también enfrentó a FC Barcelona Regal y Real Madrid.
En cuanto a las finales al aire libre, aunque las crónicas de la época no hacían referencia al número efectivo de espectadores, el récord se lo disputan la final de 1952 en la Plaza de toros de Alicante, con un aforo de 15.235 espectadores, y la final de 1950 en la Plaza de toros de las Arenas de Barcelona, cuya capacidad habitual de 14.893 espectadores se vio incrementada para la ocasión con la instalación de sillas en pista.

### 5G
La edición de la Copa del Rey de 2021 fue el primer evento deportivo en España en contar con conexiones televisivas por 5G.

## Minicopa del Rey
La Minicopa del Rey, conocida como Minicopa Endesa por motivos de patrocinio, se disputa entre los equipos infantiles de los equipos profesionales para la Copa del Rey absoluta desde el año 2003, siendo disputadas paralelamente, y en la que se deciden los participantes mediante una fase previa, que acompañan al equipo anfitrión y al vigente campeón. En la primera edición celebrada en Sevilla los infantiles del Club Joventut de Badalona se alzaron con el primer título tras vencer por 88-53 a los pupilos del Fútbol Club Barcelona.
Curiosamente, hasta el año 2013 estos dos equipos fueron los únicos vencedores de la competición, hasta que se unió a ellos en la citada fecha el equipo de infantiles del Real Madrid Baloncesto, quien repitió título en la edición siguiente y continuó ganando la competición hasta 2019, sumando un total de 7 títulos consecutivos. Hasta 2023, llevaba una racha de nueve títulos ganados de los últimos diez disputados, convirtiéndose en consecuencia en el equipo con más campeonatos conquistados.